# 5. Festival des politischen Liedes
5. Festival des politischen Liedes es un álbum en directo interpretado por artistas de diversas nacionalidades, grabado el 9 y 15 de febrero de 1975 en el contexto de la quinta versión del Festival de la canción política (en alemán: Festival des politischen Liedes) organizado por la Juventud Libre Alemana (FDJ) en el este de Berlín, en la época de la República Democrática Alemana.

## Lista de canciones
| N.º | Título                                    | Música                         | Duración |  |
| 1.  | «Todos a la Plaza»                        | Settimelli                     |          |  |
| 2.  | «Zamba del Che»                           | Rubén Ortiz-Torres             |          |  |
| 3.  | «The work of the weavers»                 | The Laggan                     |          |  |
| 4.  | «Hurray for the farmers»                  | Acorn & Smith - Old ways       |          |  |
| 5.  | «Baikal-Amur-Magistrale»                  | Gruppe Lingua                  |          |  |
| 6.  | «Kurzer Bericht über Leo D., Maurer»      | Klaus Schneider & Gerd Kern    |          |  |
| 7.  | «Guantanamera»                            | José Martí & Joseíto Fernández |          |  |
| 8.  | «Grândola, Vila Morena»                   | José Afonso                    |          |  |
| 9.  | «Yo te daré la libertad»                  | Nicolás Guillén & Gema         |          |  |
| 10. | «Eviva libertad»                          | Xasteria                       |          |  |
| 11. | «Das Meer braust weiter»                  | András & Pablo Neruda          |          |  |
| 12. | «Las últimas palabras»                    | Campos & Allende               |          |  |
| 13. | «Sensha wa ugokenai»                      | Kumiko Yokoi                   |          |  |
| 14. | «Skipper Klement»                         | Sören Sidevinds Spillemänd     |          |  |
| 15. | «Kommt an den Tisch unter Pflaumenbäumen» | Franz Josef Degenhardt         |          |  |